# Flatida flammicoma
Flatida flammicoma är en insektsart som först beskrevs av Auber 1954.  Flatida flammicoma ingår i släktet Flatida och familjen Flatidae.
Artens utbredningsområde är Madagaskar. Inga underarter finns listade i Catalogue of Life.